# Leandro Ricardo Vieira
Leandro Ricardo Vieira (Santo André, 3 april 1979) is een voormalig Braziliaans voetballer.

## Carrière
Leandro Vieira speelde tussen 2000 en 2008 voor Coritiba, Deportivo Pasto, Corinthians Paranaense, Kyoto Purple Sanga, Veranópolis, Thun en Teplice.